# 札幌市立八軒中学校
札幌市立八軒中学校（さっぽろしりつはちけんちゅうがっこう）は、北海道札幌市西区八軒8条西8丁目に所在する公立中学校。

## 概要
校区内に公務員宿舎があり、進学塾が非常に多い地域特性であるため、学力は市内平均に比べ高い傾向にある。

## 沿革
1961年5月14日に（仮称）琴似八軒地区中学校新築工事の鍬入れ式が行われ、工事が着工した。1962年1月18日に琴似中学校から分離し「札幌市立八軒中学校」（生徒785名、16学級）が開校した。
年表
- 1961年（昭和36年）- 校舎第一期工事着工、校舎完成[1]。
- 1962年（昭和37年）- 札幌市立八軒中学校が開校、校舎第二期工事完成、校歌制定[1]。
- 1963年（昭和38年）- 校舎第三期工事完成[1]。
- 1965年（昭和40年）- 二線校舎普通教室6増築[1]。
- 1966年（昭和41年）- 校舎増築工事完成[1]。
- 1967年（昭和42年）- 「家庭学習の研究」によって第12回学研教育賞を受賞[1]。
- 1970年（昭和45年）- 第七期校舎増築工事完成[1]。
- 1971年（昭和46年）- 第八期校舎増築工事完成[1]。
- 1973年（昭和48年）- 西陵中学校と分離[1]。
- 1976年（昭和51年）- 新川中学校と分離[1]。
- 1978年（昭和53年）- 三線校舎諸工事完了[1]。
- 1983年（昭和58年）- 八軒東中学校と分離[1]。
- 1984年（昭和59年）- 校舎改築第一期工事完了により新校舎完成[1]。
- 1985年（昭和60年）- 校舎改築第二期工事完成[1]。
- 1986年（昭和61年）- 体育館改築工事完成[1]。
- 1987年（昭和62年）- グラウンド完成[1]。
- 1992年（平成4年）- コンピューター室完成[1]。
- 2011年（平成23年）- 格技室完成[1]。

## 教育目標
- 健全な心身を鍛え、明るく生き抜くたくましい生徒を育てる[3]。
- 自ら行動し、創造的に実践する生徒を育てる[3]。
- 豊かな心を持ち、社会を愛し、奉仕する生徒を育てる[3]。

## 部活動
札幌市立八軒中学校の部活一覧、2022年にはサッカー部、男子バスケットボール部、男子卓球部、体操部、新体操部、水泳部、吹奏楽部が全道大会に、スキー部が全国大会に出場した。
体育部
- 女子バレーボール部
- 男子バスケットボール部
- 女子バスケットボール部
- 卓球部 - 全国中学校卓球大会 男子個人戦 出場（1991年）[1]
- 野球部
- サッカー部 - 全国中学校サッカー大会 出場（2013年）[1]
- 女子ソフトテニス部
- 陸上部 - 全日本中学校陸上競技選手権大会 男子走り高跳び 7位（1995年）[1]

文化部
- 吹奏楽部
- 美術・工芸部
- 合唱部

個人
- スキー - 全国中学校スキー大会 女子大回転・女子回転 出場（2022年）[5]

## 通学区域
通学区域は以下の通り。
- 八軒1条西3丁目 - 4丁目
- 八軒2条西3丁目 - 4丁目
- 八軒3条西3丁目 - 5丁目
- 八軒4条西3丁目 - 6丁目
- 八軒5条西3丁目 - 11丁目（西7丁目除く）
- 八軒6条西1丁目 - 11丁目
- 八軒7条西1丁目 - 11丁目
- 八軒8条西1丁目 - 10丁目
- 八軒9条西1丁目 - 11丁目（西8丁目除く）
- 八軒10条西1丁目 - 13丁目（西7丁目 - 8丁目除く）

## 出身小学校
学区によって出身小学校が異なる。
- 札幌市立八軒西小学校
- 札幌市立八軒北小学校
- 札幌市立琴似中央小学校

## 交通アクセス
鉄道
- JR函館本線発寒中央駅北口より徒歩19分。

バス
- 北海道中央バス (Y) 新千歳空港連絡バス・（西66）新道西線・（西49）新川発寒線「新川水再生プラザ」停留所下車、徒歩2分[8][9]。